# Guardias de Castilla
Las Guardias de Castilla (Guardas de Castilla, Guardias Viejas de Castilla) fueron creadas por decreto en mayo de 1493, en respuesta a las nuevas necesidades militares de la Corona, una vez finalizada la Reconquista y siendo entonces el principal rival la Corona francesa, cuya gendarmería era cuantitativamente superior a la española.

## Organización inicial
Las Guardias estaban compuestas por 25 capitanías (o compañías) de 100 hombres cada una, tres cuartas partes de ellas siendo hombres de armas armados con lanzas de ristre y el resto jinetes, caballería ligera española al estilo morisco, armados con lanzas de mano. No obstante, el número de capitanías, soldados y especialidades fue variable durante el tiempo según necesidad y oportunidad. Así pues, en 1499 había 19 capitanías y 36 en 1506.
En 1494, 600 de estas lanzas partirían a cargo del Gran Capitán para combatir en la guerra italiana de 1494-1498. Participarían también en la lucha contra los moriscos en la serranía de Ronda (1499-1502). En 1500, tres compañías de hombres de armas y tres de jinetes se embarcarían en Málaga con el Gran Capitán para combatir en la Guerra de Nápoles (1501-1504).

## Reorganización en 1525
Dado el enorme coste que suponía en relación con las rentas de la corona el mantenimiento de estas tropas permanentes, en 1525, tras la prisión de Francisco I de Francia en la batalla de Pavía se optó por una reforma disminuyendo el número de tropas, licenciándose más de 1.000 hombres de los casi 2.900 efectivos, mediante la reducción del número de soldados por compañía, quedando fijado en 40, a excepción de los Continos de Álvaro de Luna, que seguiría siendo de 100 hombres.
En este momento, amén de las capitanías de hombres de armas y jinetes, existían las compañías de estradiotes, vocablo de origen italiano referido a la "strada" o camino, que se empleaba para denominar en esta época la caballería ligera que se encargaba ordinariamente de labores de vigilancia que los hombres de armas no podrían hacer sin fatigar sus caballos.

Guion de la Guardia Vieja de Castilla según se conserva en las recreaciones históricas.

## Reforma de 1551
El 13 de junio de 1551, se promulgó una ordenanza para el gobierno y paga de las guardias de Castilla. Esta ordenanza denotaba que, a pesar de ser un ejército permanente, su organización era menos exigente que en términos actuales. Así pues, los capitanes tan sólo tenían obligación de residir con sus compañías seis meses al año, no habiendo guerra ni llamamiento.

## Conquista de Portugal en 1580
En 1580, unas 900 lanzas en 15 compañías (11 de hombres de armas, 3 de caballos ligeros y los continos) participaron en la campaña dirigida por el primer duque de Alba, retirándose en breve a Extremadura, para con posterioridad disponer Felipe II de España de dos compañías para la escolta de su real persona. En esta campaña, participaron integradas en las guardias unos 150 arcabuceros a caballo, y en 1605 habría una compañía de las Guardias que sería de arcabuceros a caballo.

## Situación frente al inicio de la guerra con Francia en 1635
En 1633, los soldados de las compañías pasan a portar dos pistolas tercerolas, de tercio de vara de cañón de longitud, abandonando la lanza.
En 1635, se impulsó por el Conde-duque de Olivares una junta para evaluar la situación de las Guardias y prepararlas para la ruptura de la guerra, movilizándolas a Cataluña. En ese momento había 14 compañías con 60 hombres en teoría, estando buena parte de las compañías desorganizadas, con soldados sin monturas y oficiales ausentes.
Se intentó que las compañías se reforzasen hasta un número de 80 o 100 plazas, pero en 1638 la media no llegaba a los 40 soldados, habiendo asimismo soldados desmontados y numerosos caballos no aptos para el servicio.

## Disolución
En 1694, había 19 compañías de 100 hombres cada una, los soldados de las cuales debían justificar nobleza para entrar en su servicio. En 1704, bajo la casa de Borbón se realizó una reforma general del ejército, que implicó, entre otras cosas, la disolución de las Guardias de Castilla.

## Alojamientos
Las Guardias estaban alojadas normalmente en Castilla y Navarra, Reino de Granada y Rosellón, desplazándose y agrupándose según necesidad. Transcurrida la primera mitad del siglo XVI, será extraño, no obstante, ver dichas tropas fuera de las fronteras del reino de España.